# Bernard Gazet
Bernard Gazet (* 1956) ist ein französischer Dokumentarfilmer.

## Leben
Bernard Gazet studierte an der École Supérieure de Réalisation Audiovisuelle (ESRA) in Paris und arbeitete anschließend als Filmregisseur und Filmeditor bei Production Audiovisuelle Documentaire. 1998 drehte er den Dokumentarfilm Une envie de Fête, renaissance du Carnaval de Paris, über die Vorbereitung und Durchführung des Umzugs zur Wiederbelebung des historischen Carnaval de Paris, ausgestrahlt bei France 3-Régionale Ile-de-France Centre. Gazet arbeitet bei France Télévisions in den Nachrichten. Er drehte den Dokumentarfilm über das Pariser Orchester La Sirène für TV Cap 24.

## Filmografie
- 1987: Raphaël Lonné, dessinateur médiumnique, mit Laurent Danchin
- 1999: Yves Le Pech – sopraniste
- 2004: Fa 5e – Le Souffle de l'esprit[3]
- 2006:  La Sirène – Orchestre d'Harmonie de Paris